# On the Road Again (programma televisivo)

On the Road Again è una serie televisiva italiana dedicata a viaggi in motocicletta attraverso località italiane suggestive, ideata e scritta da Giorgio John Squarcia e condotta da Guido Meda, andata in onda per la prima volta in Italia il 10 settembre 2020.
Nella serie tv, la narrazione relativa al paesaggio italiano si alterna a conversazioni con ospiti noti nei settori dello sport, della gastronomia e dello spettacolo.
La serie Off the Road Again, prodotta successivamente sulla falsariga di On the Road Again, è condotta da Nicolò De Devitiis.

## Il programma
Il programma si sviluppa in cinque fasi principali: 
- Preparazione: il conduttore introduce la giornata partendo dal garage
- Incontro con il compagno di viaggio: in ogni puntata viene presentato un ospite, l'incontro avviene a casa dell'ospite o in un luogo prestabilito lungo il percorso.
- Scelta dell’itinerario: tramite una mappa, i protagonisti decidono l'itinerario da seguire.
- Soste e conversazioni: durante il tragitto, le tappe (tra cui la pausa pranzo) offrono spunti per approfondire temi legati alla cultura e alle tradizioni locali.
- Chiusura: il viaggio si conclude con il ritorno alla base, accompagnato da riflessioni finali.

## Stagioni
La Prima Stagione ha visto la partecipazione di Andrea Dovizioso, Claudio Domenicali, Bruno Barbieri (cuoco), Giuseppe Giacobazzi e Nina Zilli.
Nella Seconda Stagione compaiono Andrea Lucchetta, Nicola Bertinelli, Paolo Cevoli e Paolo Simoncelli.
Al programma Off the Road Again, condotto da Nicolò De Devitiis, hanno partecipato Aldo Drudi ed Elisabetta Franchi.